# Kostel Spasitele (Krásná Lípa)
Kostel Spasitele byl starokatolický farní kostel v Krásné Lípě v okrese Děčín v Ústeckém kraji. Stavba novogotického chrámu probíhala v letech 1900–1903, ještě nedokončený jej 1. září 1901 vysvětil správce biskupství Miloš Čech. Po druhé světové válce kostel chátral a v roce 1971 byl zbořen. Autorem oltářního obrazu Kristus jako učitel (Přijďte všichni ke mně) byl místní malíř August Frind (1852–1924).

## Historie
Přípravy ke stavbě starokatolického kostela začaly roku 1890, kdy v Krásné Lípě vznikl starokatolický spolek. Ten získal od města svolení k výstavbě a také příspěvek 12 000 korun, podmínkou však bylo vyzvánění zvonů při pohřbech nezávisle na vyznání nebožtíka. Spolek roku 1899 zakoupil pozemek naproti městskému hřbitovu. Základní kámen byl položen 20. ledna 1900 a 1. září 1901 ještě nedokončenou stavbu vysvětil správce biskupství Miloš Čech (1855–1922). Autorem plánů se stal rumburský architekt Josef J. Schmidt. K dokončení stavebních prací došlo roku 1903. Když byla v roce 1908 založena samostatná Starokatolická farnost Krásná Lípa, stal se kostel Spasitele farním. Vlivem válečných rekvizicí přišel svatostánek roku 1917 o zvony a roku 1919 se stal cílem lupičů. Roku 1923 byla uvnitř kostela instalována pamětní deska věnovaná obětem první světové války. Roku 1924 pořídila farnost nové zvony, které 31. října 1926 posvětil biskup Alois Pašek (1869–1946). O rok později prošla stavba rozsáhlou rekonstrukcí, během které například dostala věž nová okna a střechu a byla vyměněna elektroinstalace. Roku 1933 následovala oprava střechy lodi i věže, varhan a vymalování presbytáře.
Druhá světová válka a následný odsun původních obyvatel města přinesly zánik krásnolipské starokatolické farnosti. Kostel přestal být využíván k bohoslužebným účelům a chátral. V 60. letech 20. století jej využívala společnost Atmos jako sklad nádrží s benzínem. Roku 1967, kdy byl již kostel bez dveří a dlažby, začal městský národní výbor připravovat jeho demolici. Ještě téhož roku prodala starokatolická církev zvony pravoslavnému kostelu ve slovenském Stakčíně. Následně přišel kostel o střešní krytinu, byla zničena vitrážová okna a rozkradeny varhany. Iniciativa Městského národního výboru v Krásné Lípě a Okresního národního výboru v Děčíně vedla k demolici kostela, ke které došlo patrně roku 1971 (na konci roku 1970 ONV zakázal opravy, závěrem roku 1971 pak synodní rada starokatolické církve konstatovala, že kostel byl již odstřelen). Jeden z pozemků, na kterých kostel stál, patří městu Krásná Lípa, druhý soukromé společnosti.

## Popis
Jednolodní novogotický kostel byl obdélníkového půdorysu. Zakončovala jej pětiboká, uvnitř půlkruhová apsida směřující na jihovýchod. Vnější fasádu tvořily pálené cihly zdobené štukovými šambránami, omítnutými opěráky a horizontální římsou. Okna oddělená středním prutem zakončoval půlkruhový oblouk a doplňovala je vrcholová rozeta. Výplň tvořily vitráže od rumburského umělce Titzla. Okna ve spodní řadě měla tvar obdélníku. Vysoká věž zakončená osmibokou střechou vytvářela v hlavním průčelí rizalit s vysokým portálem zakončeným lomeným obloukem. V ní byly zavěšeny tři zvony z chomutovské dílny Richarda Herolda. Střechu pokrývaly pálené tašky a doplňovaly vikýře s kamenným křížem v závěru.
Vybavení kostela pocházelo z počátku 20. století. Hlavní oltář navrhl stolařský mistr Carl Hentschel a vyrobila jej firma Patzelt z Varnsdorfu, oltářní obraz Kristus jako učitel (Přijďte všichni ke mně) namaloval krásnolipský malíř August Frind (1852–1924). Kazatelna pocházela z dílny truhláře Alamanského a lavice dodal truhlář E. Záveský. Malé varhany vyrobila firma Rieger z Krnova. Po druhé světové válce prošly opravou.

## Okolí kostela
Kostel stál naproti městskému hřbitovu, který začal sloužit veřejnosti 1. října 1882. Jeho součástí je klasicistní hřbitovní kaple z roku 1882 a památkově chráněná novorenesanční Dittrichova hrobka z let 1888–1889. Na hřbitov navazuje městský park.